# フジグラン尾道
フジグラン尾道（フジグランおのみち）は、広島県尾道市に所在する、フジ・リテイリングが展開するショッピングセンターである。

## 概要
1992年に開業したショッピングセンターで、フジの直営売場を中心に25の専門店からなる。

## 館内
- 1階 - 食品館、生活館、専門店街、フードコート
- 2階 - 専門店街（ニトリ等）
- 3階 - アミューズメント施設（ナムコ）

## 周辺の施設
- 尾道市消防局
- おのみちバス本社・車庫
- ヒマラヤ尾道店
- 横浜ゴム
- 東尾道駅